# Kanizsai Dorottya

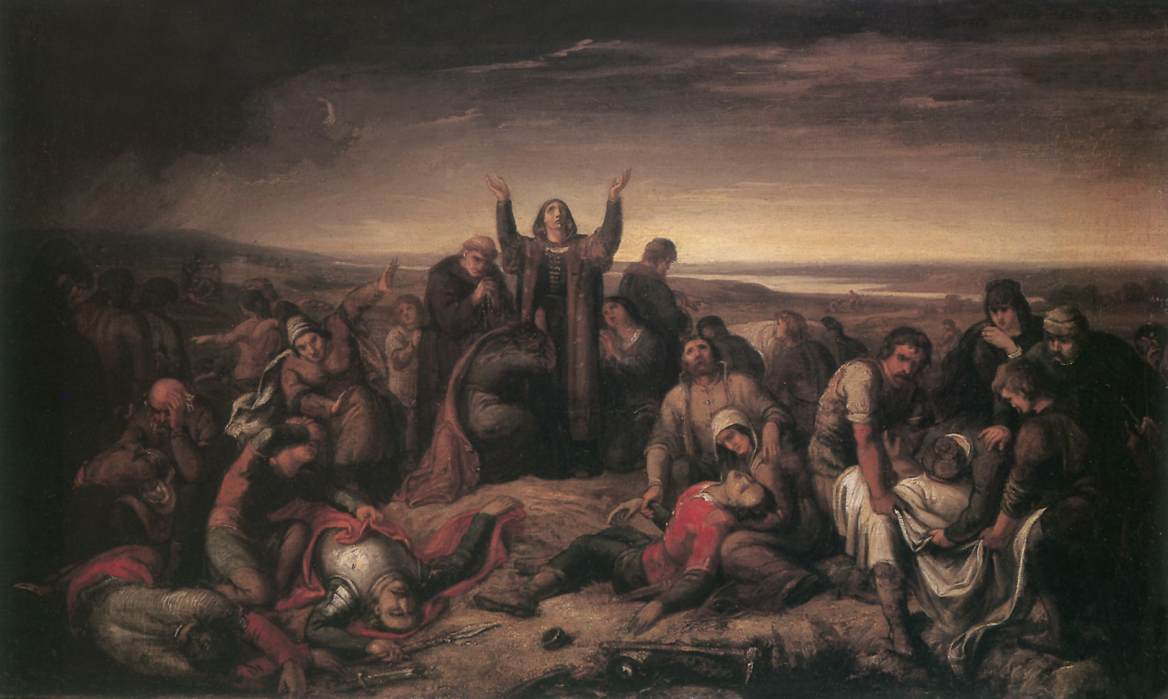
Orlai Petrich Soma: Perényiné Kanizsai Dorottya a mohácsi csata után összeszedi a halottakat

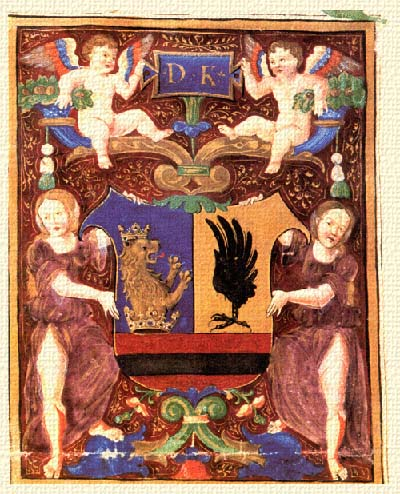
Kanizsai Dorottya címere

Kanizsai Dorottya (1490–1532 után) a 15. és 16. században élt magyar főúrnő, Kanizsai Miklós soproni ispán leánya. Születésének és halálának körülményei ismeretlenek. A források utoljára 1532-ben említik.

## Élete
Előbb Geréb Péter nádorhoz ment férjhez, majd annak halála után a szintén nádor Perényi Imre felesége, Perényi Ferenc püspök (†1526) és Perényi Péter mostohaanyja lett.
Nyilvános iskola híján a nemesi családok leányaikat híres főúri asszonyokhoz adták nevelőbe – Kanizsai Dorottya háza messze földön ismertté lett. A lányok nemcsak a korabeli tudnivalókat sajátították el, hanem emberségre, helytállásra is nevelte a nagyasszony példája őket. Második férje halála (1519 februárja) után visszavonultan töltötte életét. A szegények és elesettek támogatója volt.
A mohácsi csata (1526. augusztus 29.) után Perényi Ferenc holttestét keresve, a környék papjai és 400 jobbágya segítségével közös sírba tétette az elesett hősöket, megadva a végtisztességet nekik. Utolsó éveit Sárváron töltötte testvére gyermekének nevelésével.

## Emléke
Nevét viseli ma
- egy szombathelyi gimnázium[2]
- egy budapesti szakközépiskola Archiválva 2014. február 13-i dátummal a Wayback Machine-ben (jelenlegi neve: Kanizsay Dorottya Katolikus Gimnázium, Egészségügyi Technikum és Szakképző Iskola)
- egy salgótarjáni szakközépiskola (2007.06.30-án megszűnt. OM kód:032300, jelenleg: Semmelweis Egyetem Kanizsai Dorottya Többcélú Szakképző Intézménye)
- egy bátaszéki általános iskola[3] (Bátaszéki Kanizsai Dorottya Általános Iskola, OM kód:201327)
- egy mohácsi múzeum[4]
- egy kórház[5]
- turistaház
- cserkészcsapat[6]
- egy mohácsi, budapesti,[7] balatonkenesei, valamint egy pécsi utca[8]
- egy borrend
- egy siklósi általános iskola (2008.06.30-án megszűnt. OM kód:027220)
- egy budapesti utca a Főváros XV. kerületében

### Képzőművészet
- Kovács Mihály: Mohácsi temetés – festmény – (1853)
- Orlai Petrich Soma: Perényiné a mohácsi csata után összeszedeti a halottakat (1860)
- Borsos Miklós: Kanizsai Dorottya – szobor – (1972)
- Borbás Tibor: Kanizsai Dorottya-szobor – szobor – (1986)
- Trischler Ferenc:Kanizsai Dorottya mellszobor(2011)Siklósi Vár-rózsakert